# Rezerwat przyrody Wyspy na jeziorze Mamry i Kisajno
Rezerwat przyrody „Wyspy na jeziorze Mamry i Kisajno” położony jest w województwie warmińsko-mazurskim w gminach Węgorzewo i Giżycko, nadleśnictwach Giżycko i Borki. Zajmuje powierzchnię 215,35 ha.
- Akt powołujący rezerwat ukazał się w MP Nr 14 poz. 108 z 22.02.1957 r.[4], zmieniony MP nr 17, poz. 119 z 30.05.1989 r.[1]
- Ochroną objęto miejsca lęgowe ptaków wodno-błotnych i miejsca odpoczynku ptaków podczas przelotów[2].

Jest to rezerwat faunistyczny częściowy utworzony nie tylko do ochrony miejsc lęgowych ptactwa, ale również do ochrony krajobrazu naturalnego i polodowcowego, ochrony głazowisk w utworach morenowych, ochrony zarośli trzcinowych wokół wysp.
Rezerwat obejmuje wszystkie 20 wysp na jeziorach Mamry i Kisajno. Mają one powierzchnię od kilku arów do 71 ha. Największą z nich jest Upałty na jeziorze Mamry, na Kisajnie: Duży Ostrów, Sosnowy Ostrów, Górny Ostrów, Mały Ostrów, Wielka Kiermuza, Dębowa Górka. Wymienione wyspy są położone w II przyrodniczo-leśnej Krainie Mazursko Podlaskiej, Dzielnicy 1 Pojezierza Mazurskiego. Zbudowane są z materiału pochodzenia lodowcowego i utworów akumulacji wodnej.
Największe skupienie wysp występuje w południowej części jeziora Kisajno. Wyspy porośnięte są lasem, w przeważającej mierze pochodzenia sztucznego, o zróżnicowanym składzie gatunkowym. Niewielkie fragmenty są pochodzenia naturalnego. Większe wyspy otoczone są pasami szuwaru. Duża część zbiorowisk jest zniekształcona przez zaśmiecanie, wydeptywanie, palenie ognisk, a niektóre wyspy (np. Duży Ostrów) były w przeszłości użytkowane rolniczo.
Początkowo rezerwat obejmował też wyspy położone na Jeziorze Dobskim, jednak w 1989 roku włączono je do rezerwatu „Jezioro Dobskie”.

## Ptaki
Stwierdzono tu występowanie ponad 110 gatunków ptaków, gniazdują m.in.: kormoran, perkoz rdzawoszyi, bąk, czapla siwa, tracz nurogęś, błotniak stawowy, żuraw, mewa śmieszka, mewa pospolita, mewa srebrzysta, kania czarna, rybitwa zwyczajna.

## Flora
- lilia złotogłów
- storczyk plamisty
- wawrzynek wilczełyko
- porzeczka czarna
- kruszyna pospolita
- kalina koralowa
- marzanka wonna
- konwalia majowa

Na terenie rezerwatu można wyróżnić 12 zbiorowisk roślinnych, które można pogrupować na:
- Zbiorowiska lasów – świeżych, świeżych zniekształconych, lasów świeżych i mieszanych na glebach porolnych, mieszanych świeżych i wilgotnych zniekształconych. Stanowią dużą część powierzchni rezerwatu. Drzewostan tworzą głównie lipa, dąb, brzoza brodawkowata, sosna, świerk.
- Zbiorowiska borów – mieszanych wilgotnych, mieszanych bagiennych. Zbiorowiska te występują na niewielkim obszarze. Panuje tu brzoza omszona, brzoza brodawkowata, osika.
- Zbiorowiska olsów – zajmują największą część powierzchni rezerwatu. Występują na wszystkich wyspach na glebach murszowo-torfowych oraz torfowych. Olsy są okresowo zalewane. W warstwie drzew panuje olsza czarna.
- Zbiorowiska lasu mieszanego bagiennego – podobne są do olsu typowego, zajmują około 4% powierzchni rezerwatu.
- Zbiorowiska zarośli wierzbowych – występują w najniższych położeniach, przeważnie w sąsiedztwie olsów, na niewielkich fragmentach.
- Zbiorowiska zniekształconych lasów łęgowych. Zajmują 6,2% ogólnej powierzchni rezerwatu, najczęściej niewielkie wywyższenia wśród olsów w strefie przyjeziornej.